# Jakob Thomasius

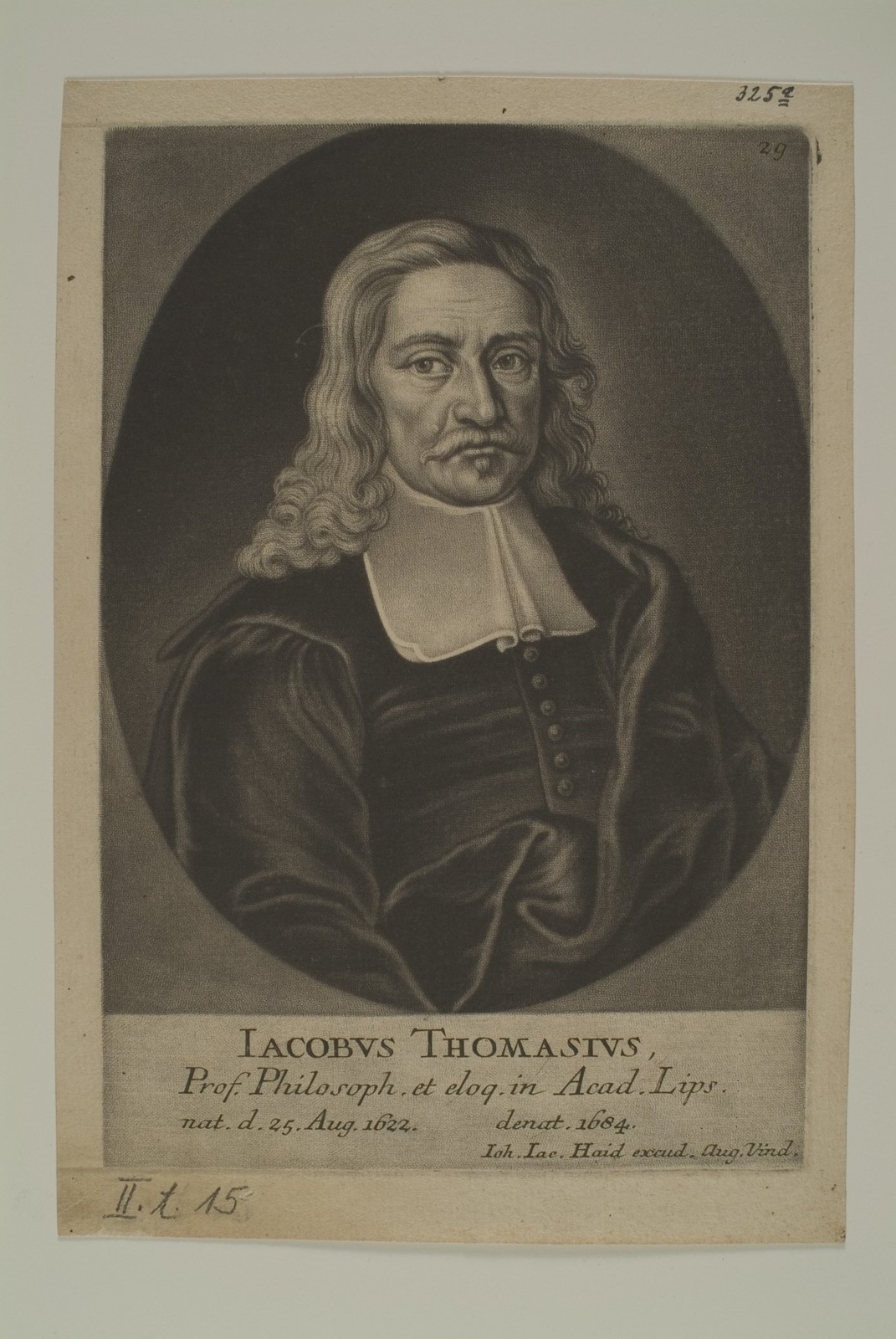
Jakob Thomasius.

Jakob Thomasius (Leipzig, 1622–Leipzig, 1684) fue un jurista, teólogo y filósofo alemán, considerado uno de los fundadores del Derecho positivo y de la Historia de la Filosofía. Pertenecía a una familia de profesores universitarios, entre los que se encuentran su hermano Johann y, el que sería el miembro más conocido de la familia, su hijo Christian Thomasius. Estudió en la Universidad de Leipzig y de Wittenberg, donde se formó en la tradición escolástica ortodoxa.

## Pensamiento y actividad académica
En 1652, accedió a la cátedra de Moral y Filosofía de la Nikolaischule de la Universidad de Leipzig, donde enseñaría también como catedrático de Dialéctica y de Retórica. En 1670 se convirtió en el rector de la Nikolaischule, y, desde 1676 hasta su muerte, fue rector de la 'Escuela de Santo Tomás' (en latín 'Schola Thomana', en alemán 'Thomasschule'). Fue un autor prolífico y polifacético, lo que en la época se conocía como un polihistor, tratando temas tan diversos como la condición intelectual de las mujeres (cuya defensa emprendió) o el plagio literario. 
Jakob Thomasius tiene un papel importante en el nacimiento del Derecho positivo y de la Filosofía moderna, que ayudó a crear a partir de una crítica de la metafísica escolástica de naturaleza aristotélica que imperaba hasta entonces en la universidad. Su pensamiento tuvo gran influencia en su hijo Christian Thomasius, la figura más importante en el siglo siguiente en materia de Filosofía del Derecho, y en sus discípulos más ilustres, como Otto Mencke o Gottfried Leibniz, al que le dirigió su tesis de grado Disputatio Metaphysica de Principio Individui (1663).

## Obras
- Philosophia practica (1661)
- Schediasma historicum (1665)
- De foeminarum eruditione (1671), con Johannes Sauerbrei y Jacobus Smalcius.
- Dissertatio philosophica de plagio literario (1673), con J. M. Reinelius.
- Praefationes sub auspicia disputationum suarum (1681)
- Dissertationes ad stoicae philosophiae (1682)
- Orationes (1683)